# Robert d'Harcourt (évêque de Coutances)
Robert d'Harcourt, mort le 7 mars 1315 à Paris, est un évêque de Coutances du XIIIe et du début du XIVe siècle. Robert d'Harcourt est issu d'une illustre et ancienne famille de Normandie. Il est fils de Jean Ier d'Harcourt, seigneur de Harcourt, et d'Adélaïde de Beaumont. Il est le frère de Guy de Harcourt, évêque de Lisieux, Agnès d'Harcourt, abbesse de Lonchamp et Jean II d'Harcourt, baron d'Elbeuf.

## Biographie
Robert d'Harcourt est d'abord archidiacre de Coutances. Il est chanoine régulier de l'abbaye de Saint-Victor à Paris, baron de Saint-Sauveur-le-Vicomte, conseiller de Philippe III le Hardi et de Philippe IV le Bel. Il est élu évêque de Coutances en 1291. Vers 1291 il est l'un des fondateurs du collège d'Harcourt à Paris. En 1305, il prend part avec plusieurs autres prélats à la translation du chef de Saint Louis dans la Sainte-Chapelle de Paris. Robert fut enterré dans la cathédrale de Paris le 8 mars 1315.